# 梅田阿比
梅田 阿比（うめだ あび）は、日本の漫画家。女性。京都府出身。主に秋田書店の漫画雑誌で活動している。

## 来歴
子供の頃からストーリーを考えるのが好きで、小学生時代には実に60冊分もの漫画を描いたと言う。漫画家となる以前は、学童保育所での勤務経験もある。
2005年、『蛇の子』で『週刊少年チャンピオン』第64回新人まんが賞奨励賞受賞。翌2006年、『幽刻幻談』で第65回同賞特別奨励賞を受賞し、同誌2006年14号に掲載されデビュー。同年『人形師いろは』を短期連載した。
2007年から2008年まで、『週刊少年チャンピオン』（秋田書店）にてバレーボールを題材にした漫画『フルセット!』を連載した。
また2007年12月発売の「このマンガがすごい!2008」にてインタビューを受け、「このマンガがすごい!2015」にて、『クジラの子らは砂上に歌う』がオンナ編の10位にランクインした。
沼田純の漫画『行徳魚屋浪漫スーパーバイトJ』にゲスト出演したことがある。
『ミステリーボニータ』2018年5月号より『クジラの子らは砂上に学ぶ』を描いている梅田海老は実妹。

## 作品リスト

### 連載
- フルセット!（『週刊少年チャンピオン』2007年22/23合併号 - 2008年15号、全5巻）
- 幻仔譚じゃのめ（『週刊少年チャンピオン』2008年49号 - 2010年12号、全7巻）
- ブルーイッシュ（『プリンセスGOLD』2011年1月号、2011年4月号 - 2012年3月号まで不定期連載、全2巻）
- 俺俺（『月刊プリンセス』2013年4月号 - 5月号、原作：星野智幸、全1巻）
- クジラの子らは砂上に歌う[1]（『ミステリーボニータ』2013年7月号[2] - 2023年2月号[3]、全23巻）
- 邪命邪魅（『ヤングアニマルZERO』2025年6月1日号[4] - ）

### 読切・短編
- 幽刻幻談（『週刊少年チャンピオン』2006年14号）※『裸足で、空を掴むように 梅田阿比短編集』に収録
- 人形師いろは（『週刊少年チャンピオン』2007年15号 - 18号）※『裸足で、空を掴むように 梅田阿比短編集』に収録
- 煉獄花（『週刊少年チャンピオン』2010年47号）※単行本未収録
- 銀の誓約（『プリンセスGOLD』2012年9月号）※『裸足で、空を掴むように 梅田阿比短編集』に収録
- 光の隣 壁の空（『ミステリーボニータ』2012年12月号）※『クジラの子らは砂上に歌う』コミックス第7巻に収録
- 裸足で、空を掴むように（『ミステリーボニータ』2013年2月号）※『裸足で、空を掴むように 梅田阿比短編集』に収録
- 最下で彼女が惑うなら（『ビッグコミックスピリッツ』2023年43号[5]、44号[6]）- 前後編[5]
- 成長忌（『コミックバンチKai』2024年8月23日[7]）

### その他
- ヤング ブラック・ジャック（第10話 後提供イラスト）
- 弱虫ペダル公式アンソロジー 放課後ペダル（第1巻収録 読み切りマンガ）
- 吸血鬼すぐ死ぬ 公式アンソロジー 新横浜で会いましょう（第2巻、2023年[8]、イラスト収録[8]）